# Instituto Nacional del Emprendedor
El Instituto Nacional del Emprendedor fue un organismo público desconcentrado de la Secretaría de Economía creado el 14 de enero de 2013 por decreto presidencial, al inicio del mandato de Enrique Peña Nieto como parte de su política económica como apoyo a los emprendedores y a las micro, pequeñas y medianas empresas. En diciembre de 2018 la entonces Secretaría de Economía de México, Graciela Márquez Colín, anunció que este organismo desaparecería en 2019.

## Historia
Desde 2004 el gobierno federal creó un fondo especial para el impulso a las micro, pequeñas y medianas empresas conocido como Fondo Pyme que era manejado por la Secretaría de Economía Directamente mediante Reglas de Operación.
El 7 de diciembre de 2012, a pocos días de comenzar su presidencia, Enrique Peña Nieto anunció que como parte del cumplimiento de sus compromisos de campaña se crearía el Instituto Nacional del Emprendedor, en esa misma fecha Enrique Jacob Rocha es designado como nuevo subsecretario de pequeñas y medianas empresas dentro de la Secretraría de Economía. El anuncio presidencial se concretaría con la firma del decreto para la creación de dicho instituto el 11 de enero de 2013 publicado en el Diario Oficial de la Federación el 14 de enero siguiente.
El decreto así publicado consistió en la reforma del Reglamento Interior de la Secretaría de Economía mediante lo cual se modificaba la estructura interna de tal secretaría incluyendo dentro de la misma Instituto Nacional del Emprendedor, tal organismo quedó así regulado en los artículos 57 bis a 57 quáter de dicha legislación reglamentaria. En el primero de dichos artículos se le define jurídicamente de la siguiente manera:

«El Instituto Nacional del Emprendedor es un órgano administrativo desconcentrado de la Secretaría, que tiene por objeto instrumentar, ejecutar y coordinar la política nacional de apoyo incluyente a emprendedores y a las micro, pequeñas y medianas empresas, impulsando su innovación, competitividad y proyección en los mercados nacional e internacional para aumentar su contribución al desarrollo económico y bienestar social, así como coadyuvar al desarrollo de políticas que fomenten la cultura y productividad empresarial.»
Artículo 57 bis. Reglamento Interior de la Secretaría de Economía.

Al devenir en organismo descentralizado el subsecretario de pequeñas y medianas empresas Enrique Jacob Rocha fue nombrado como presidente del INADEM,
El 15 de abril de 2013 se publicó en el Diario Oficial de la Federación el Acuerdo que regula la organización y funcionamiento interno del Instituto Nacional del Emprendedor con lo que se regula lo concerniente a su estructura, autoridades y facultades.
Al comienzo de su función se determinó que tal instituto ejercerá un presupuesto de 8 mil millones de pesos del presupuesto federal para sus fines.
Entre los primeros programas lanzados por el INADEM se encuentra el Programa de Financiamiento para la Adquisición de Franquicias con el objetivo de que los emprendedores adquieran franquicias en la banca comercial y NAFIN (banca de desarrollo) con tasas preferenciales y garantías otorgadas por el gobierno federal.
El 10 de abril de 2019 fue aprobada la desaparición del INADEM en la cámara de diputados.

## Funcionamiento y organización
Conforme a la normatividad mediante la que se creó el instituto y se regula su funcionamiento, el INADEM se encuentra presidido por un presidente designado por el presidente de la República, quien cuenta con la representación jurídica del instituto. Al lado del presidente se encuentra el Consejo Consultivo conformado por el Secretario de Economía, el Subsecretario de Competitividad y Normatividad, el Subsecretario de Industria y Comercio, el Subsecretario de Comercio Exterior, el Oficial Mayor y el Jefe de la Unidad de Asuntos Jurídicos, todos con derecho a voz y voto; este consejo tiene facultades de asesoramiento, análisis y recomendación en materia de estrategias y políticas públicas de fomento y apoyo a las micro, pequeñas y medianas empresas y emprendedores. El Consejo consultivo tiene como miembros invitados a representantes de la Secretaría de Hacienda y Crédito Público, de la Secretaría de Turismo, PROMÉXICO y del Consejo Nacional de Ciencia y Tecnología.
Asimismo cuenta con seis unidades administrativas:
1. Coordinación General de Planeación Estratégica, Evaluación y Seguimiento;
2. Dirección General de Programas de Sectores Estratégicos y Desarrollo Regional;
3. Dirección General de Programas de Desarrollo Empresarial;
4. Dirección General de Programas de Emprendedores y Financiamiento;
5. Dirección General de Programas para MIPYMES, y
6. Dirección General de Programas de Defensa para PYMES y Emprendedores.